# 白蛇大闹天宫
《白蛇大闹天宫》是1975年由台湾推出的一部基于民间传说《白蛇传》的神话电影。

## 作品概要
人類而言，對別人略施小惠... 無非是希望將來能收到「回報」。 對一個人好，就是希望那個人也對自己好， 世界上沒有不求回報的付出。 即使真有人「不求回報」... 那也是希望自己將來死後「靈魂能上天堂」。

## 登场角色
- 白蛇：嘉凌 飾演
- 青蛇：張琴 飾演
- 許仙：江彬 飾演

## 制作人员
- 出品人：张从龙
- 监制：孙瑞芝
- 导演：孙阳

## 外部連結
- 香港影庫上《白蛇大闹天宫》的資料（繁體中文）
- 豆瓣电影上《白蛇大闹天宫》的資料 （简体中文）